# Evanghelos Moutsopoulos
Evanghelos Moutsopoulos (n. 25 ianuarie 1930, Atena, Regatul Greciei – d. 7 iunie 2021) a fost un filozof grec, membru de onoare al Academiei Române (din 2006). Este membru titular al Academiei din Atena⁠(en)[traduceți] (Academia națională a Greciei) din 1984 și al Academiei de Științe Morale și Politice din Franța.

## Biografie
A studiat inițial filozofia la Universitatea din Atena mai întâi și apoi la Sorbona (unde a obținut și doctoratul, în 1958). În paralel și-a completat studiile în muzică și muzicologie.
A predat la Marsilia (1958), Salonic (1965) și Atena (din 1969, ajungând aici rector al Universității în perioada 1977-1978). A mai predat ca „visiting professor” la Geneva, Montreal, Paris, Toulouse și Washington, D.C..
În plan organizatoric, în 1975 a fondat și apoi a condus Fundația de Cercetare și Editare a „Filosofiei Neoelene”. Conduce din 1984, revista „Philosophia” (anuar al Centrului de cercetare asupra filosofiei grecești). Mai conduce destinele colecției Corpus Philosophorum Graecorum Recentiorum și ale revistei internaționale de filosofie „Diotima”.

## Opera
Este interesat de muzică și de categoriile esteticii. S-a impus în Grecia ca un nume în domeniul componisticii și al muzicologiei. Lucrările sale au contribuit în special la dezvoltarea filosofiei sistematice și a istoriei filosofiei, precum și a filosofiei muzicii. A contribuit semnificativ la fundamentarea a cinci noi ramuri filosofice: kairologhia, filosofia artei, filosofia culturii grecești, istoria filosofiei neoelenice și filosofia spațiului, timpului și ființei.
Este președinte al Societății Elene de Studii Filosofice, al Ligii Franco-Elene și al Uniunii Științifice Franco-Elene, Doctor honoris causa al universităților din Provence (1980), Toulouse (1996), Nisa (2004) și București. Mai multe premii au încununat activitatea sa: cel al Asociației de Studii Elenice (1958), Marele Premiu al Academiei Franceze pentru răspândirea limbii franceze (1989), Medalia de aur a orașului Atena (1999), Premiul Herder (2001). A devenit Comandor al Legiunii de Onoare și al Ordinului „Phoenix”.